# 後藤裕司 (実業家)
後藤 裕司（ごとう ゆうじ、1959年（昭和34年）12月7日 - ）は、日本の実業家。トヨタホーム株式会社代表取締役社長。

## 人物・経歴
愛知県名古屋市出身。1983年名古屋大学法学部卒業、トヨタ自動車入社。2005年トヨタホーム監査役。2009年トヨタ自動車住宅企画部長。2010年トヨタホーム経営管理部長、ミサワホーム取締役。2012年トヨタホーム取締役。2015年トヨタホームインドネシア取締役。2016年トヨタホーム常務取締役営業センター長。2019年からトヨタホーム代表取締役社長を務め、ミサワホームとの連携強化を進めた。